# Санников, Степан Григорьевич
Степан Григорьевич Санников (1918—1968) — красноармеец Рабоче-крестьянской Красной Армии, участник Великой Отечественной войны, Герой Советского Союза (1945).

## Биография
Родился 6 января 1918 года в селе Большие Ярки (ныне — Казанский район Тюменской области). После окончания четырёх классов школы работал в колхозе.
В 1939 году был призван на службу в Рабоче-крестьянскую Красную Армию. С начала Великой Отечественной войны — на её фронтах.
К июню 1944 года красноармеец С. Санников был помощником командира взвода 753-го стрелкового полка 192-й стрелковой дивизии 31-й армии 3-го Белорусского фронта. Отличился во время освобождения Минской области Белорусской ССР.
30 июня 1944 года одним из первых переправился через Березину в районе Борисова и принял активное участие в боях за захват и удержание плацдарма на её берегу, пулемётным огнём прикрывая переправу основных сил.
Указом Президиума Верховного Совета СССР от 24 марта 1945 года красноармеец Степан Санников был удостоен высокого звания Героя Советского Союза с вручением ордена Ленина и медали «Золотая Звезда».
После окончания войны был демобилизован.
Проживал в Омске, работал в строительных организациях города.
Скончался 29 января 1968 года. Похоронен на Старо-восточном кладбище.

## Награды
- Золотая Звезда Героя Советского Союза[2]
- орден Ленина[2]
- орден Славы 3-й степени[2]
- медаль "За отвагу"[2] и другие медали.